# BGM-71 TOW
BGM-71 TOW（トウ）は、アメリカ合衆国で開発された対戦車ミサイル。名称は Tube‐launched, Optically‐tracked, Wire‐guided（発射筒で発射され、光学的に追跡され、有線で誘導される）の頭文字に由来する。アメリカ軍における制式名称はBGM-71。
1970年以来、世界で最も多く利用されている対戦車ミサイルである。現用のTOWは、第3世代主力戦車の装甲を貫通できるとされている。陸上自衛隊では、1982年からAH-1S専用に導入されている。

## 概要

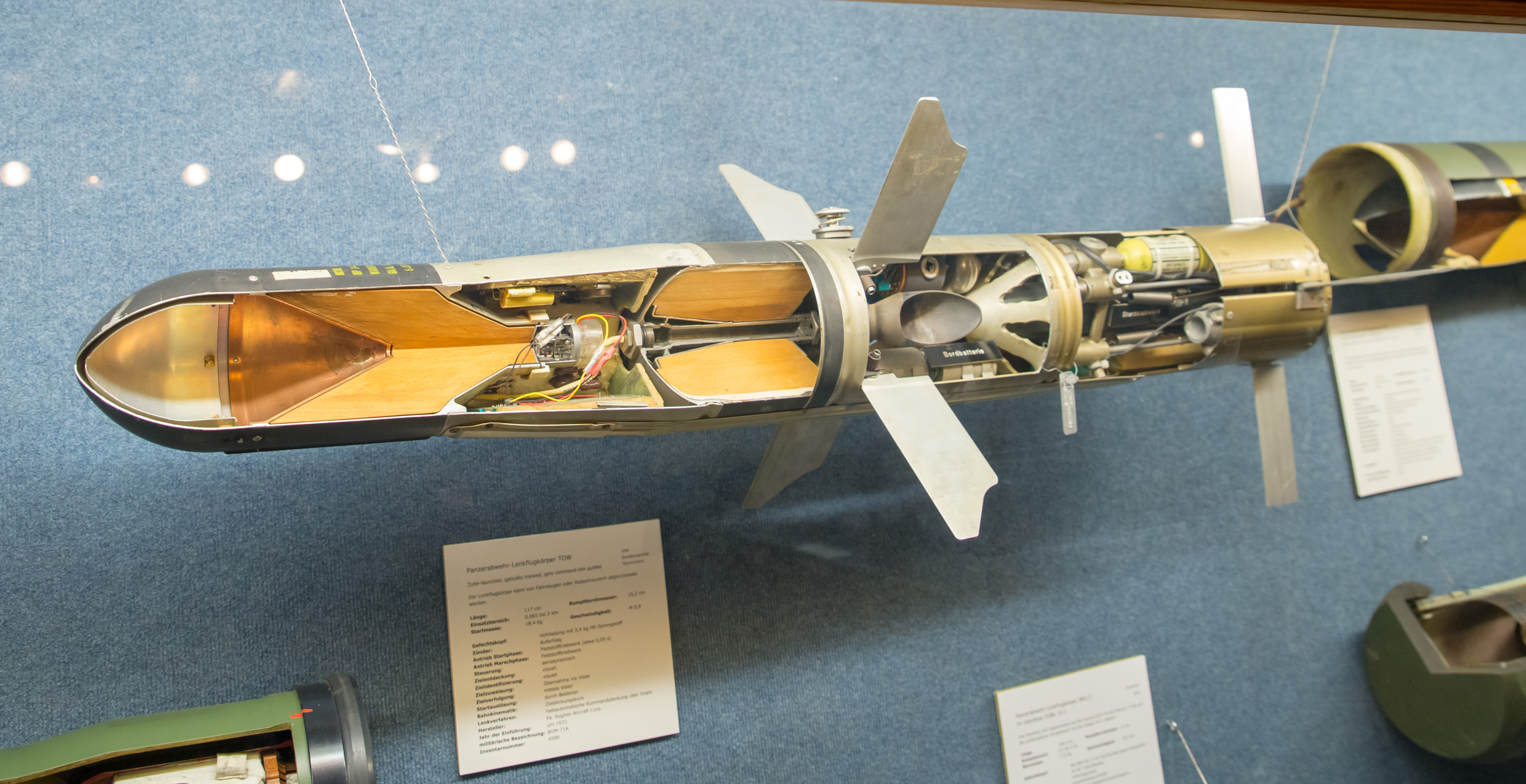
TOW ミサイルのカットモデル。先端から成形炸薬弾頭、ロケットモーターと側面に開いた噴射口、制御システムが収納されている

ミサイルは、チューブ型コンテナに納められており、発射機にチューブごと装着して発射する。この発射機は約7年間整備無しに使用できるとされている。誘導方式は半自動指令照準線一致誘導方式（SACLOS）であり、ミサイルの出す光と照準中心とのズレを修正する事で誘導する。そのため、発射から着弾まで射手が照準中心に目標を捕らえ続ける必要がある。発射後もミサイルと発射機は二本のワイヤーで接続されており、誘導情報はそのワイヤーにより電気的にミサイルへ伝達される。
アメリカ陸軍のほか、陸上自衛隊や西側諸国の多くで使われており、歩兵による運用のほか、車載型ミサイルや攻撃ヘリコプターに搭載されて運用される。長年の使用に伴い弾頭や誘導方式に改良が加えられ、さまざまなバリエーションがある。
しかし、着弾まで誘導し続ける必要があることから、誘導中に敵に発見・反撃される危険があり、現在は撃ち放し式TOWの導入が課題となっている。

## 歴史

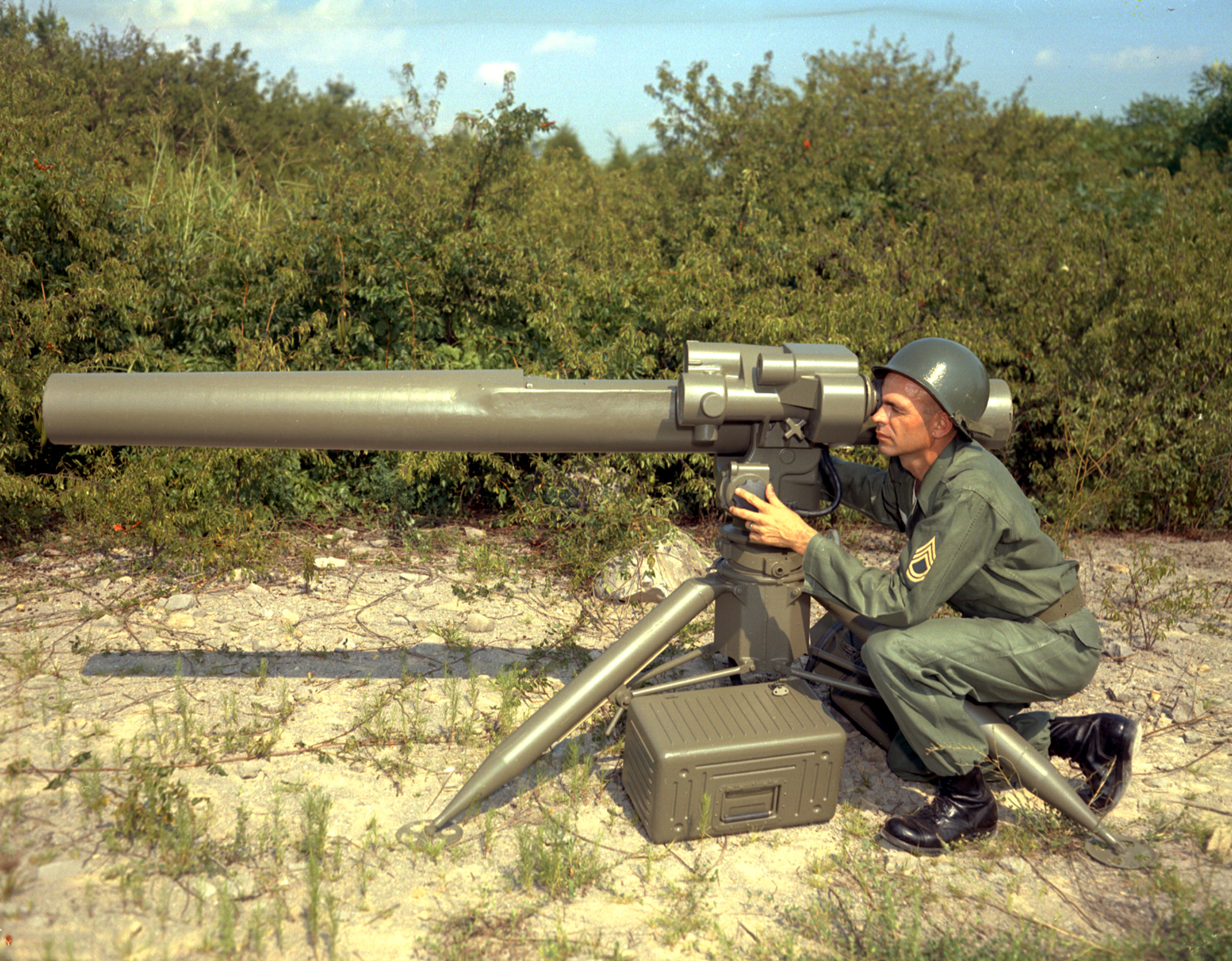
レッドストーン兵器廠による、後のTOWとなる将来型HAW（Heavy Antitank Weapon）システムのための最初のコンセプトモックアップ

開発は、ヒューズ・エアクラフトで1963年-1968年にかけて行われ、地上およびヘリコプターからの射撃性能を持つXBGM-71Aが試作された。1968年に試作品の試験契約が結ばれ、1970年までアメリカ陸軍で運用試験が行われた。
地上発射型はM40 106mm無反動砲、MGM-32A対戦車ミサイルの後継として、ヘリコプター搭載型はAGM-22空対地ミサイルの後継装備品として採用された。
1972年からはベトナム戦争に投入され、南ベトナム側に配備されたTOWは、UH-1B ヘリコプターに搭載され、北ベトナム軍によるイースター攻勢と対峙した。TOWは改修を重ね、1978年にはTOW改、1983年にTOW 2AおよびBと発展し、現在でも改修は続いている。
イラク戦争でもアメリカ軍はTOWを運用している。2003年7月22日の攻撃でも使用され、この攻撃でウダイ・フセイン、クサイ・フセインが死亡した。

## 派生型
現在は、レイセオンがヒューズからライセンスを取得し、生産と開発を行っている。
| 制式名称          | 通称                        | 概要                                                                    |
| ----------------- | --------------------------- | ----------------------------------------------------------------------- |
| XBGM-71A・BGM-71A | TOW                         | ヒューズ製。試作および初期生産型TOW。                                   |
| BGM-71B           | TOW                         | BGM-71Aからの改良。射程の延長。                                         |
| BGM-71C           | ITOW（improved TOW, TOW改） | BGM-71Bからの改良。炸薬の改良。                                         |
| BGM-71D           | TOW 2                       | BGM-71Cからの改良。誘導装置とロケットモーターの改良および弾頭の大型化。 |
| BGM-71E           | TOW 2A                      | BGM-71Dからの改良。爆発反応装甲に対応したタンデム弾頭の採用。           |
| BGM-71F           | TOW 2B                      | BGM-71Dからの改良。ホップアップによる上面攻撃性能の付加。               |
| BGM-71G           |                             | BGM-71Fからの派生。徹甲弾。試作品のみ。                                 |
| BGM-71H           | TOW Bunker Buster           | BGM-71Eからの改良。バンカーバスター型。                                 |
|                   | TOW 2N                      | ワイヤレス型。                                                          |
|                   | FOTT                        | 開発計画のみ。                                                          |
|                   | TOW-FF                      | 開発中。撃ち放し式。                                                    |
|                   | TOW 2B Aero                 | TOW 2B（BGM-71F）からの改良 射程の延長。旧名：TOW 2B（ER）              |

ヒューズは、1989年にワイヤレス型のTOW 2Nを開発したが、アメリカ軍には採用されなかった。レイセオンはTOWの改良を続けているが、FOTT（Follow-on to TOW, TOW後継装備）計画は1998年に中止され、TOW-FF（TOW Fire and Forget, 撃ち放し式TOW）計画も2001年3月に短縮が決定した。2001年 - 2002年、レイセオンとアメリカ陸軍は、TOW 2Bのさらなる長射程化を共同で研究した。これは、当初TOW 2B（ER）と呼ばれていた（ER=extended range=射程延長）が、現在はTOW 2B Aeroと呼ばれている。これは2004年から生産されているが、「BGM-○○」といった米軍の制式名称は未だ定められていない。
現用のTOWは撃ち放し式では無く、半自動の有線指令方式であり、第2世代のミサイルに近い。つまり、誘導装置は発射装置に接続されていて、射手は命中まで目標を見続ける必要があるということである。このため、撃ち放し式のTOWや、撃ち放し可能な後継機種の開発が進められている。
一方、第3世代より後の対戦車ミサイルは、目標的を主に赤外線感知によるためエンジンを備えた車両など熱源以外の照準が困難だったり、フレア等に欺瞞されやすい。特にミサイルが自己追尾する撃ち放し式は高価につくにもかかわらず依然として目標識別能力が射手の人力には及ばない。無線誘導は妨害に対し脆弱である。これらと比べ、TOWのようなSACLOS誘導のミサイルには、射手の目に見える限り確実に狙い撃てる使い勝手の良い面もあり、アメリカ軍のM2ブラッドレー歩兵戦闘車等で2024年現在もTOWの運用が継続されている。
TOWの後継として「CCMS-H」(Close Combat Missile System-Heavy、近接戦闘ミサイルシステム-重量級)が開発中だが、TOWを上回る射程、飛翔速度、行進間射撃能力に加えて、TOWの発射機と管制システムにそのまま対応すること、同程度の最小射程と、撃ち放しだけでなく標的の再指示機能が要求されている

。ブラッドレー後継として2030年代前半の戦力化が企図されているXM30機械化歩兵戦闘車でもTOWの運用が見込まれている。
イランは、革命前のパフラヴィー朝時代に購入したTOWのリバースエンジニアリングを行い、コピーにあたるトゥーファンを製造している。

## 運用
TOWは、アメリカ軍ではBGMに該当する。これは、地上および空中射撃（B）、対地攻撃用（G）、誘導弾（M）の意味である。「B」は、ミサイルそのものが無改造で各種の発射機から射撃できるものにのみ付与される。

### M220発射機
M220発射機は歩兵が使用するが、搭載可能な車種も多くある（M151、ハンヴィー、M113など）。
この発射機は、設計上は個人携行が可能だが、実際には巨大すぎるとの声がある。赤外線センサによる夜間射撃性や、軽量化といった改良も加えられている。
練度の低い兵士がTOWで敵戦車を撃破したという記録も残っており、それが評価へ影響を与えた一因となっている。

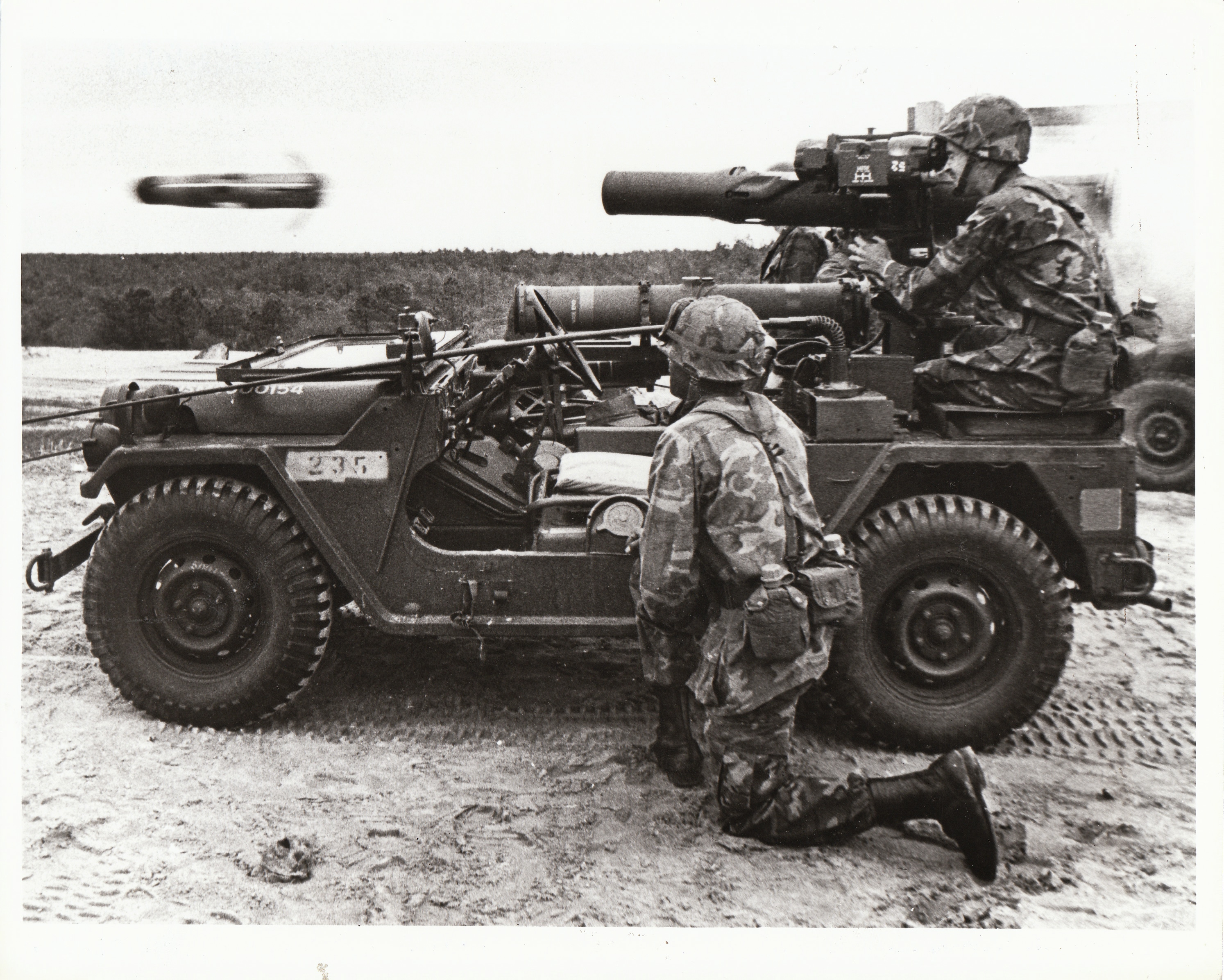
TOWを搭載したM151A2 (アメリカ陸軍)
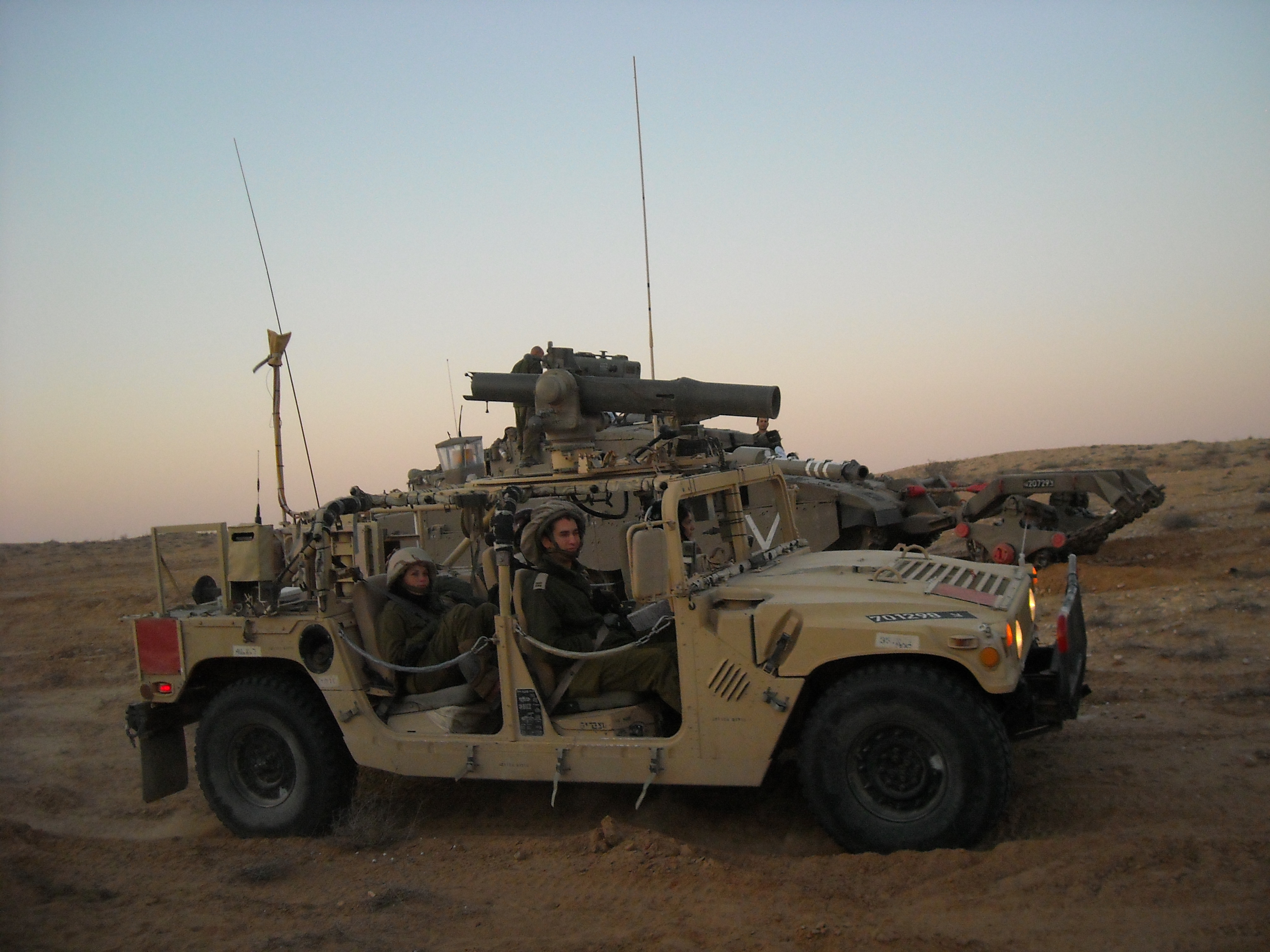
TOWを搭載したハンヴィー (イスラエル国防軍)
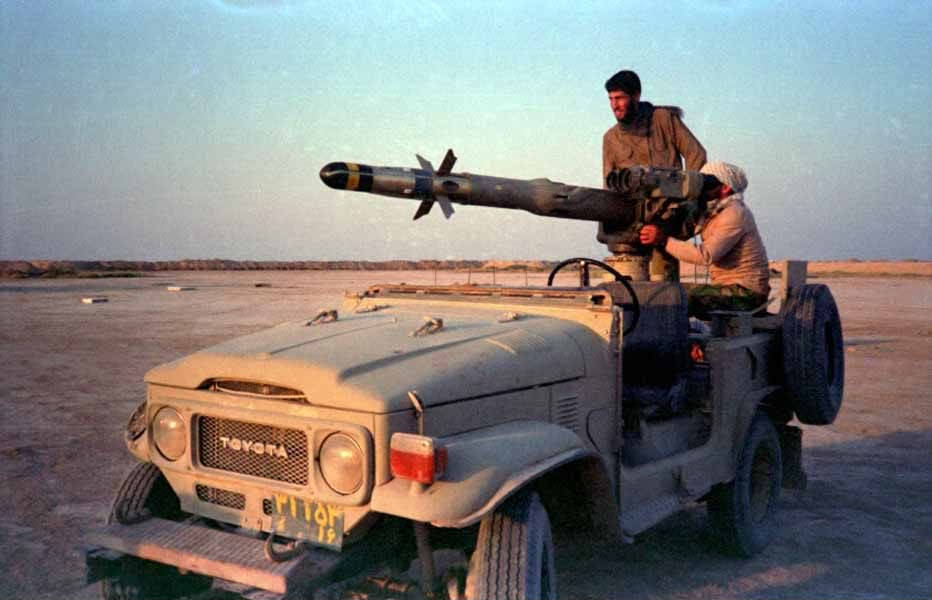
トヨタ・ランドクルーザー (イラン軍)
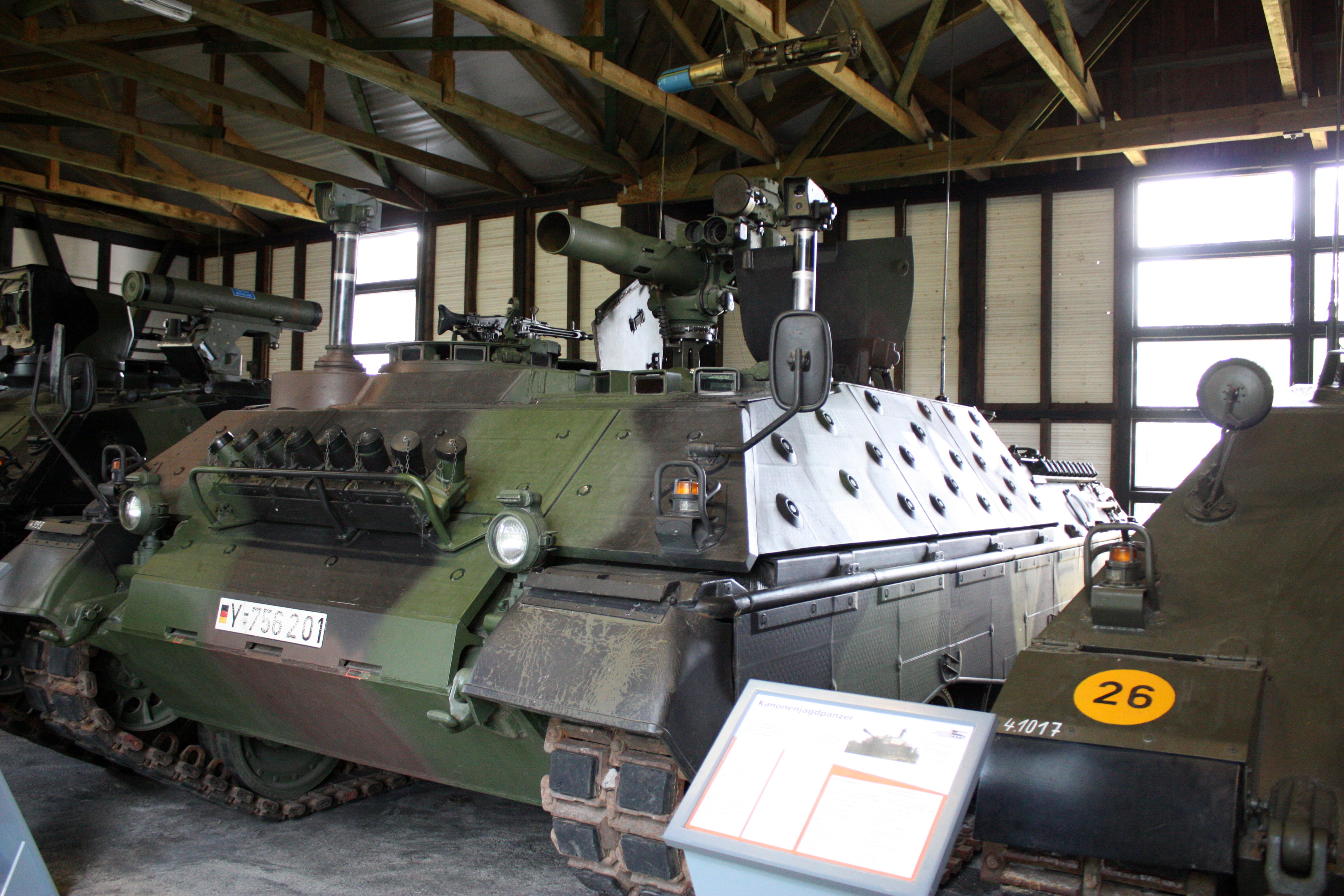
ヤグアル2 (ドイツ連邦軍)
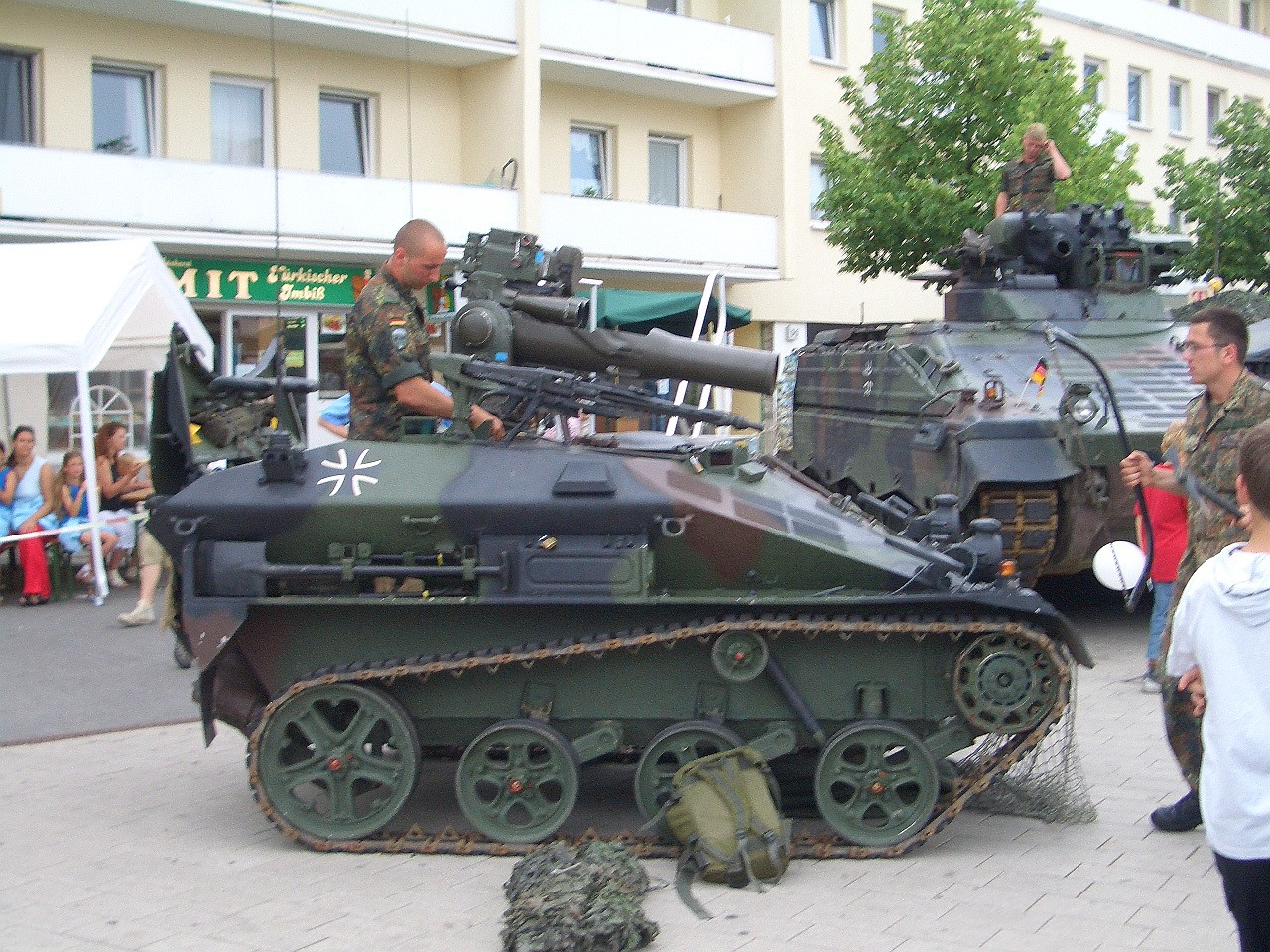
ヴィーゼル空挺戦闘車 (ドイツ連邦軍)
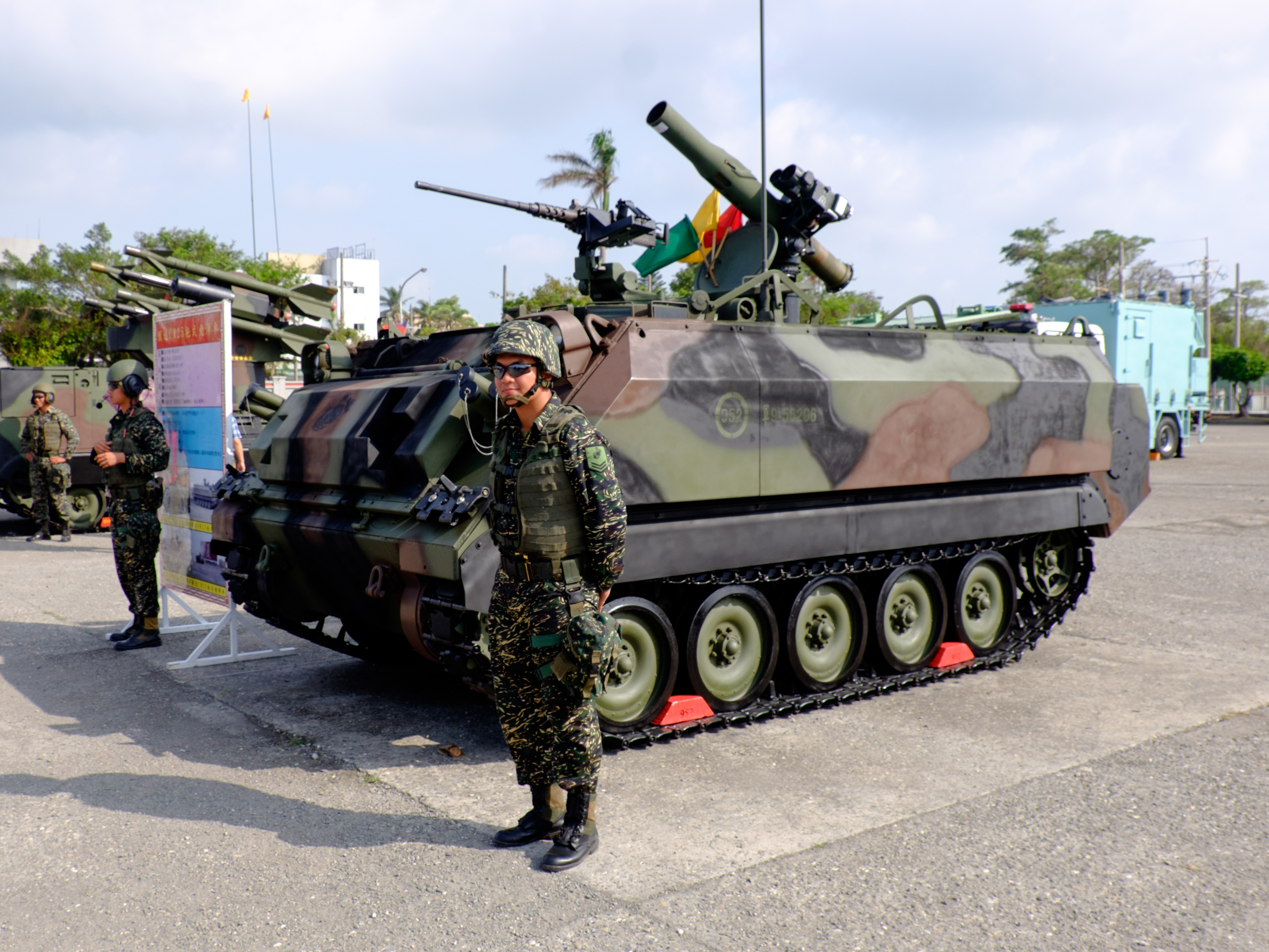
CM-25 (中華民国海軍陸戦隊)
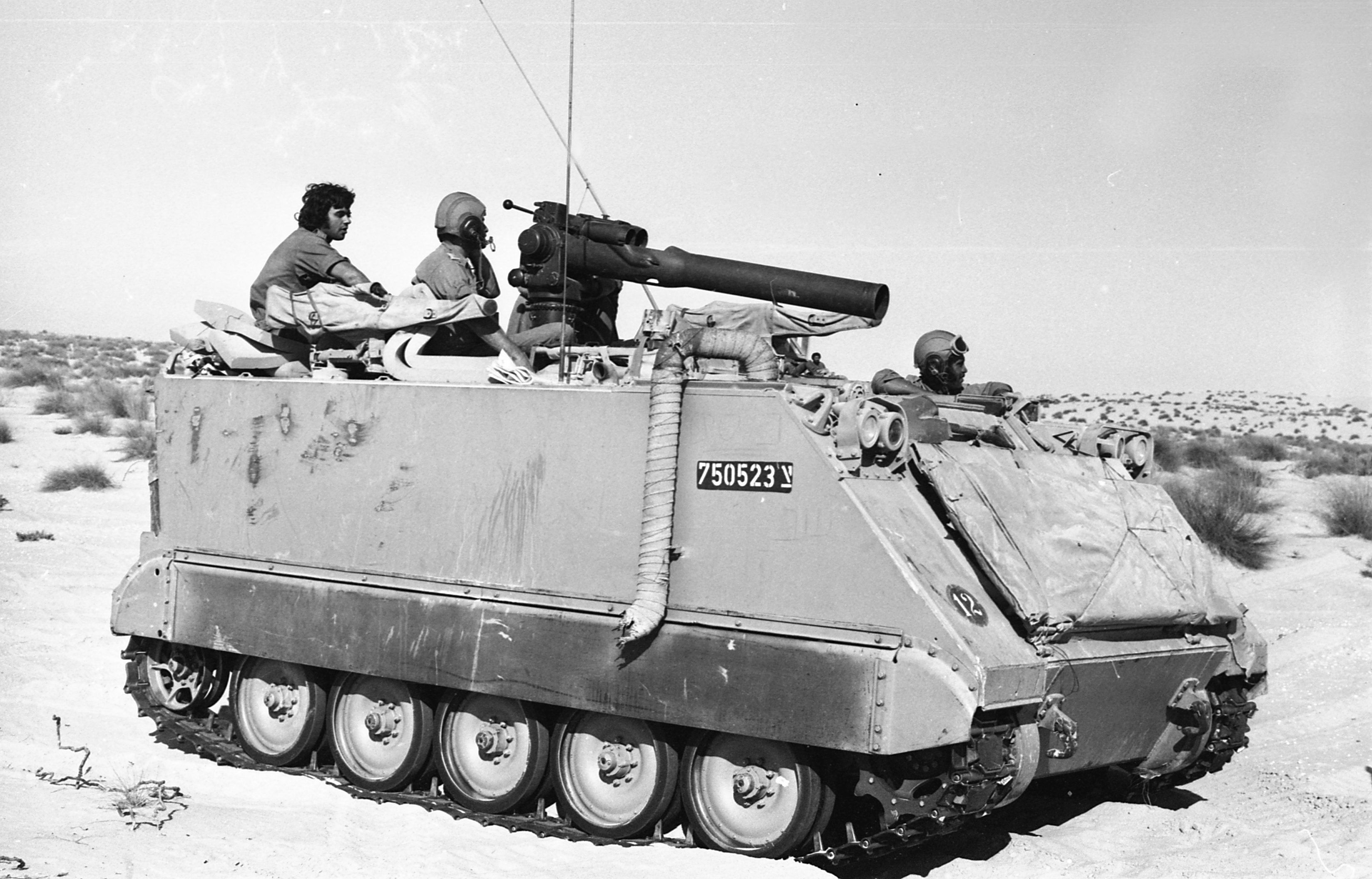
M150 (イスラエル国防軍)
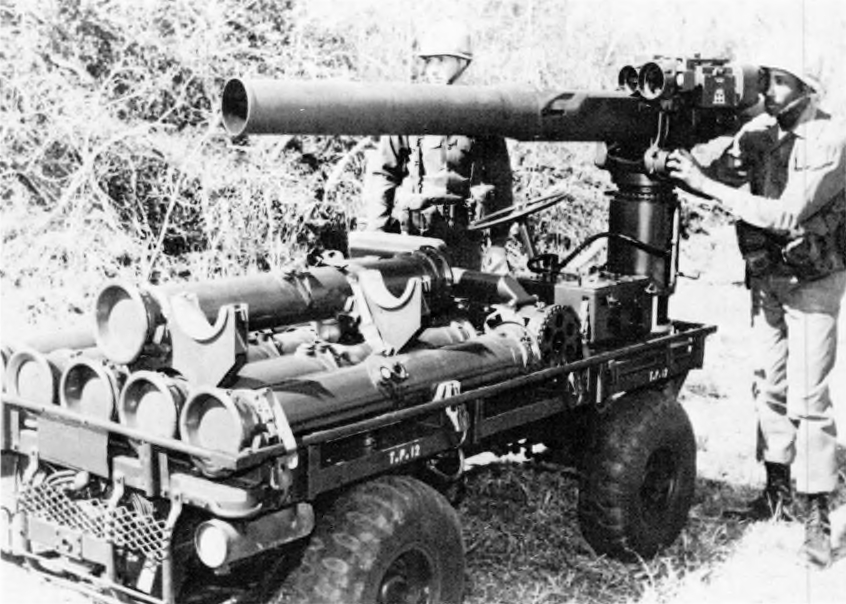
M274メカニカルミュール (アメリカ陸軍)

### TUA（TOW Under Armor）
M2/M3ブラッドレー、M1134 ストライカー装甲車ATGM、M901 ITVなどの車種は、各種車両専用の装甲化された発射機が開発されている。これらの発射機あるいは搭載車両は、TUA（TOW Under Armor）と呼ばれることもある。カナダ軍は、1990年代のボスニア紛争にこれらの車両を派遣している。

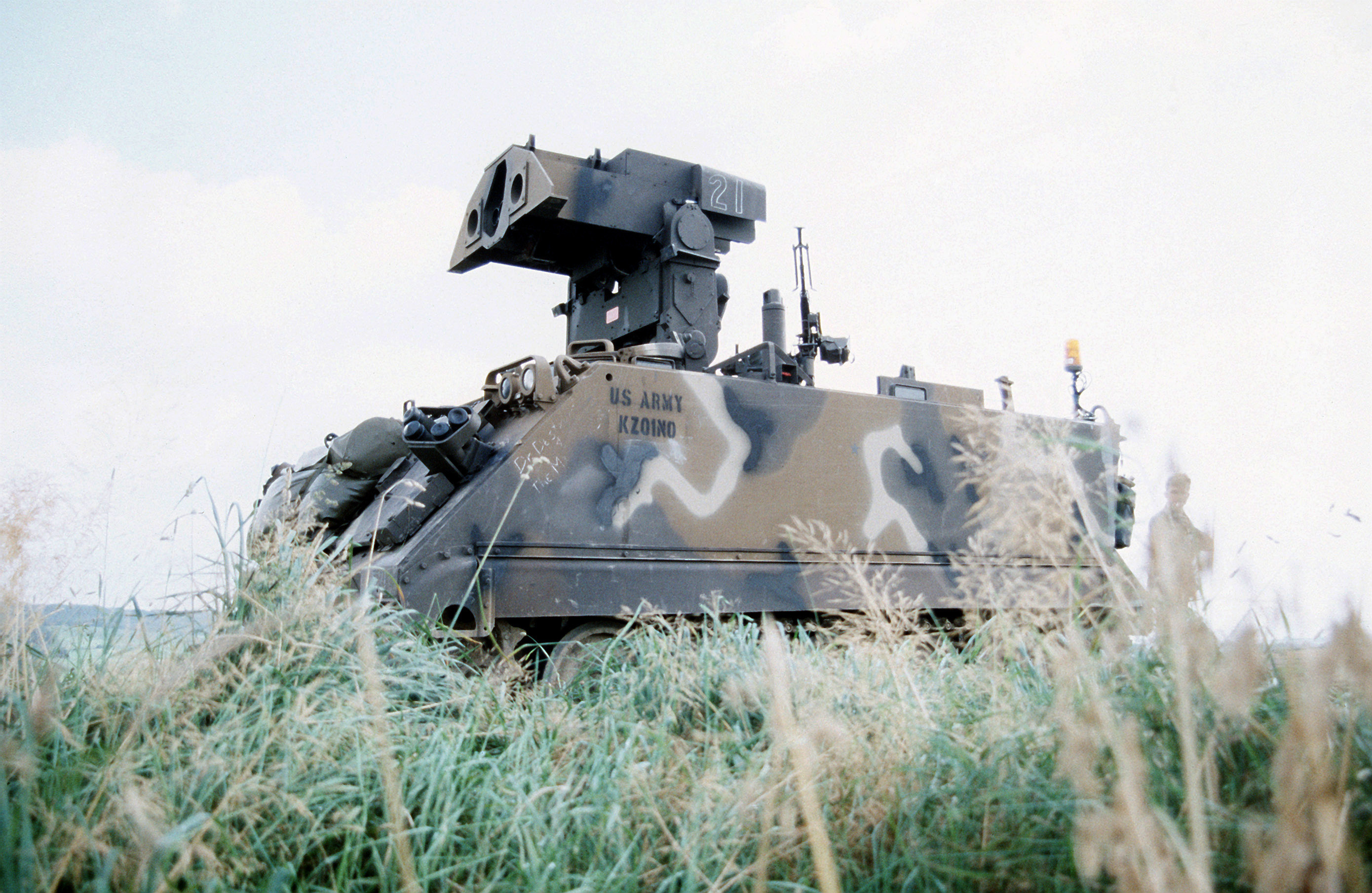
M901 ITV (アメリカ陸軍)
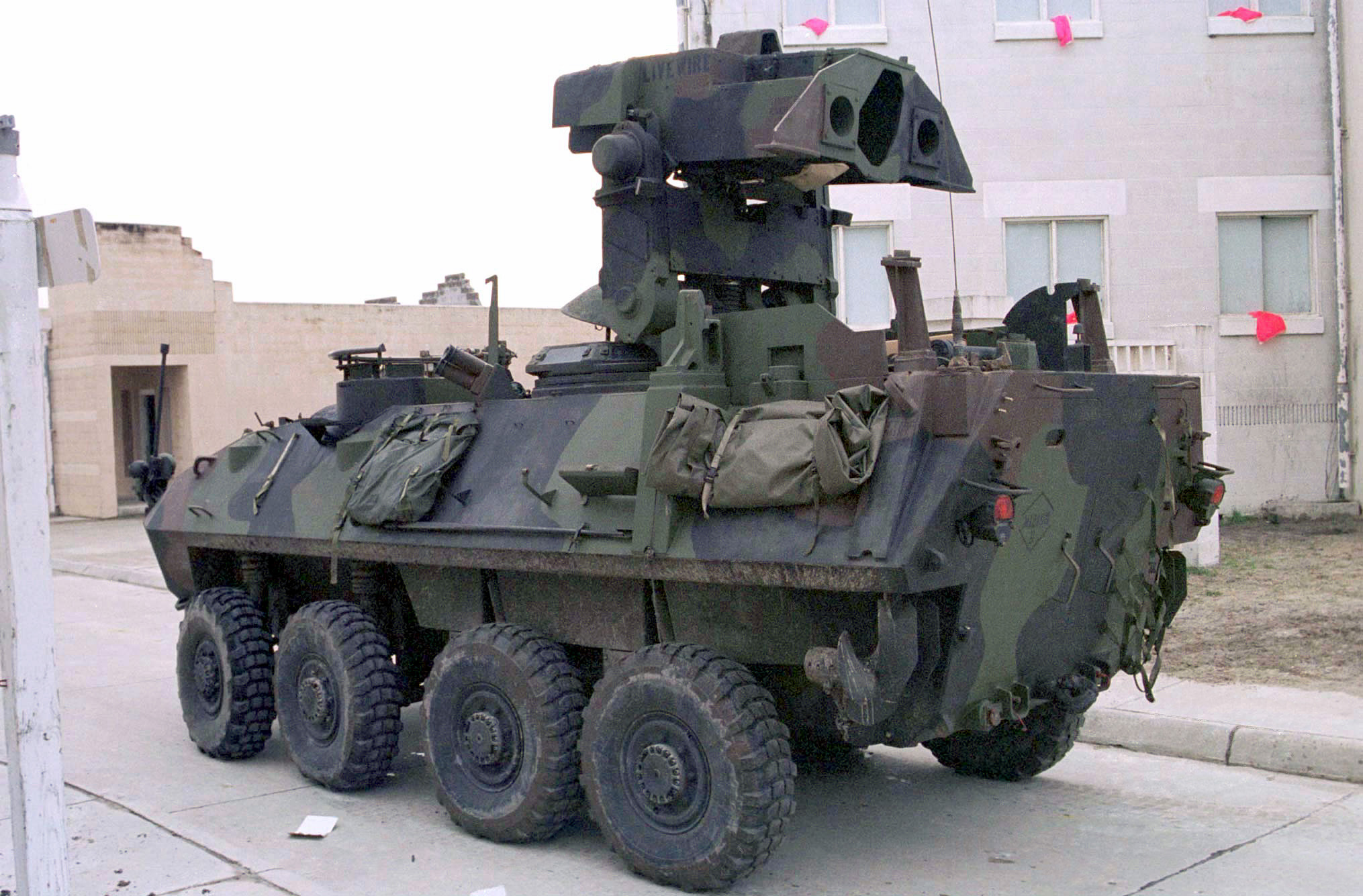
LAV-AT (アメリカ海兵隊)
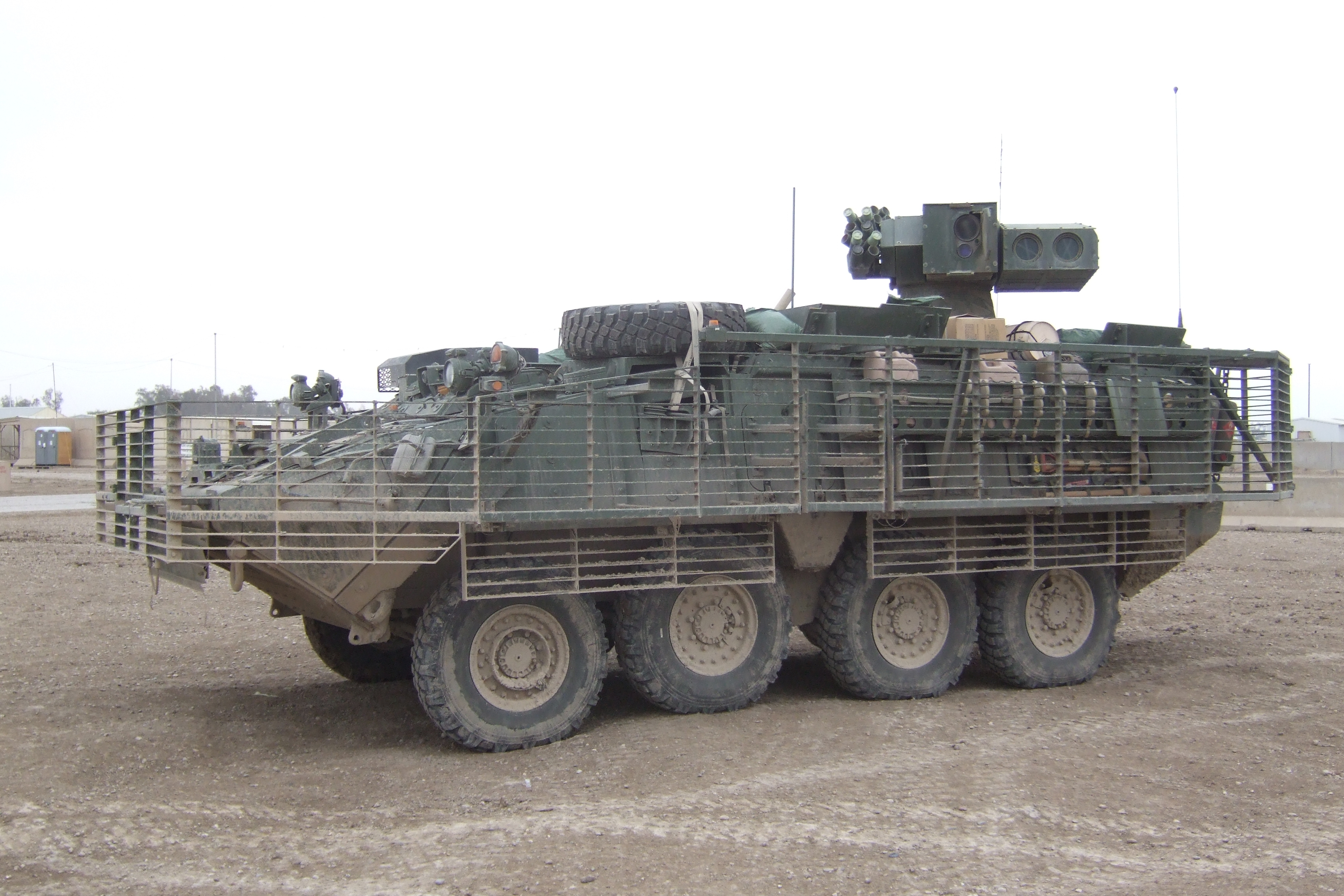
M1134 ストライカーATGM (アメリカ陸軍)
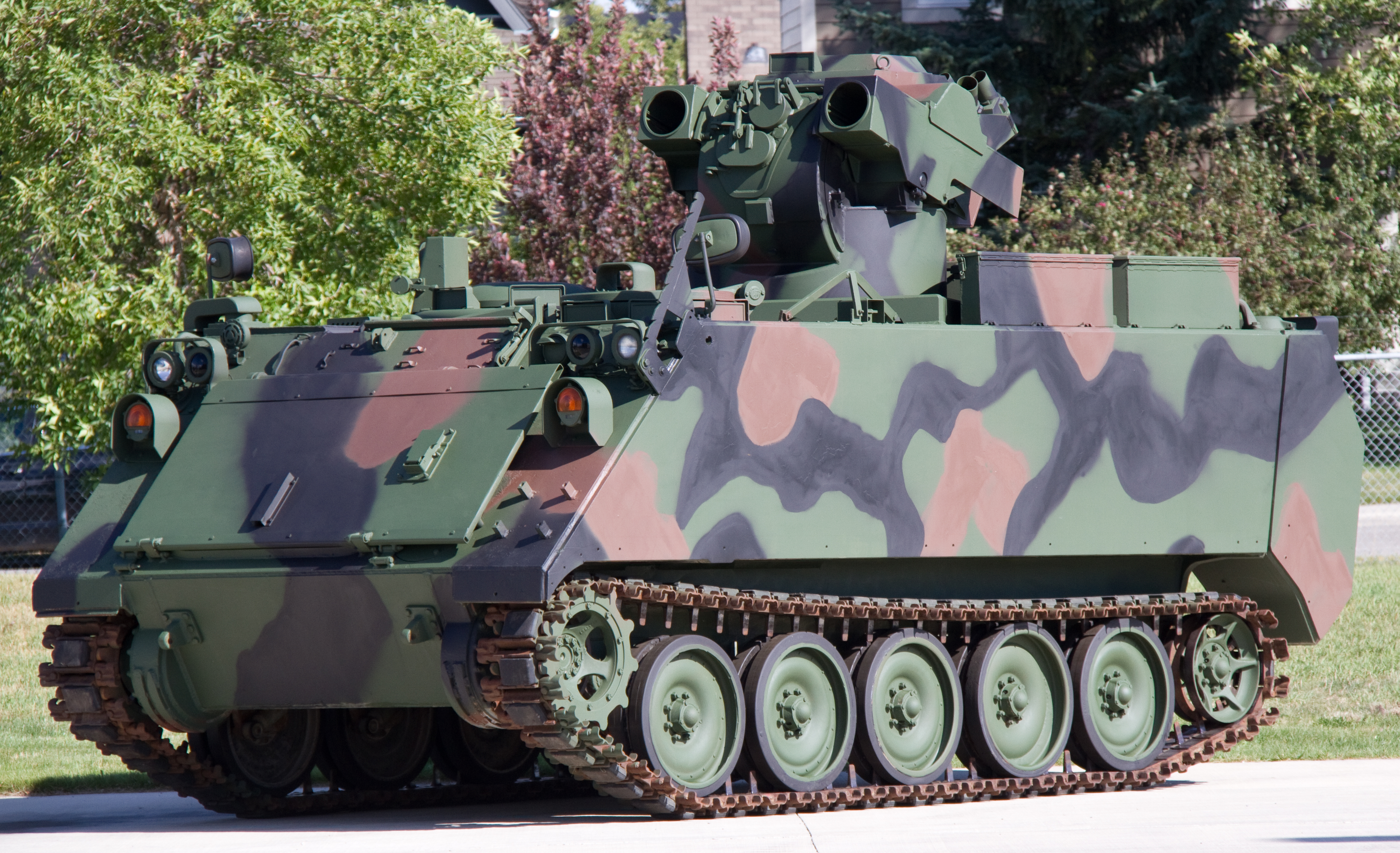
M113 TUA (カナダ陸軍)
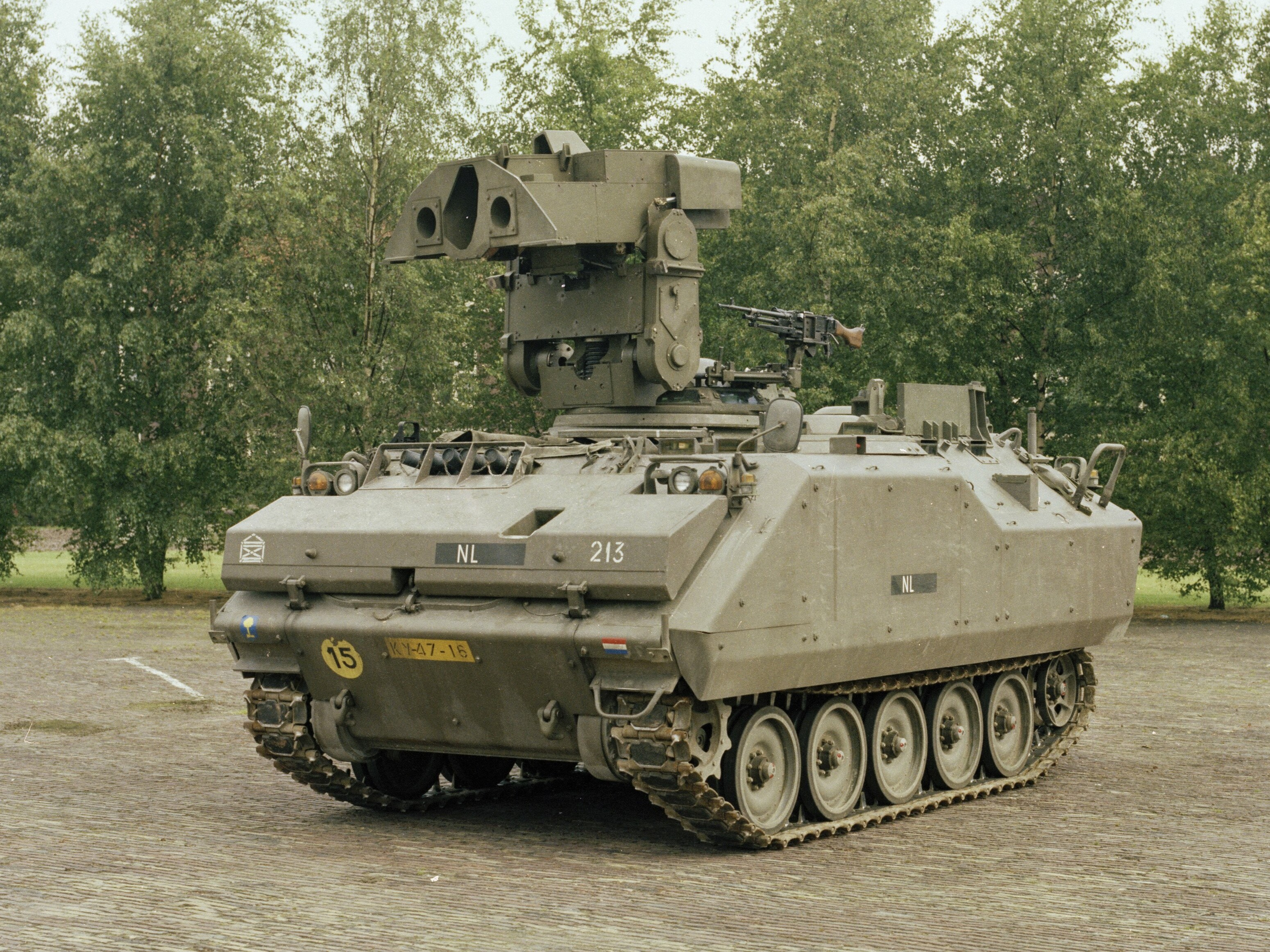
YPR-765 PRAT (オランダ陸軍)

### 航空機搭載型
ヘリコプターの場合、AH-1 コブラ搭載のM65射撃管制システムが最初であるが、UH-1 ヒューイ用のXM26も開発された。MD 500の軍用型であるMD 500ディフェンダー用のランチャーも開発されている。AH-56 シャイアン用のシステムも開発が着手されたものの、後に中止された。
AH-1は、最大8発をチューブ型ランチャーに装填された状態で、胴体中央部左右のスタブウイングに搭載する。

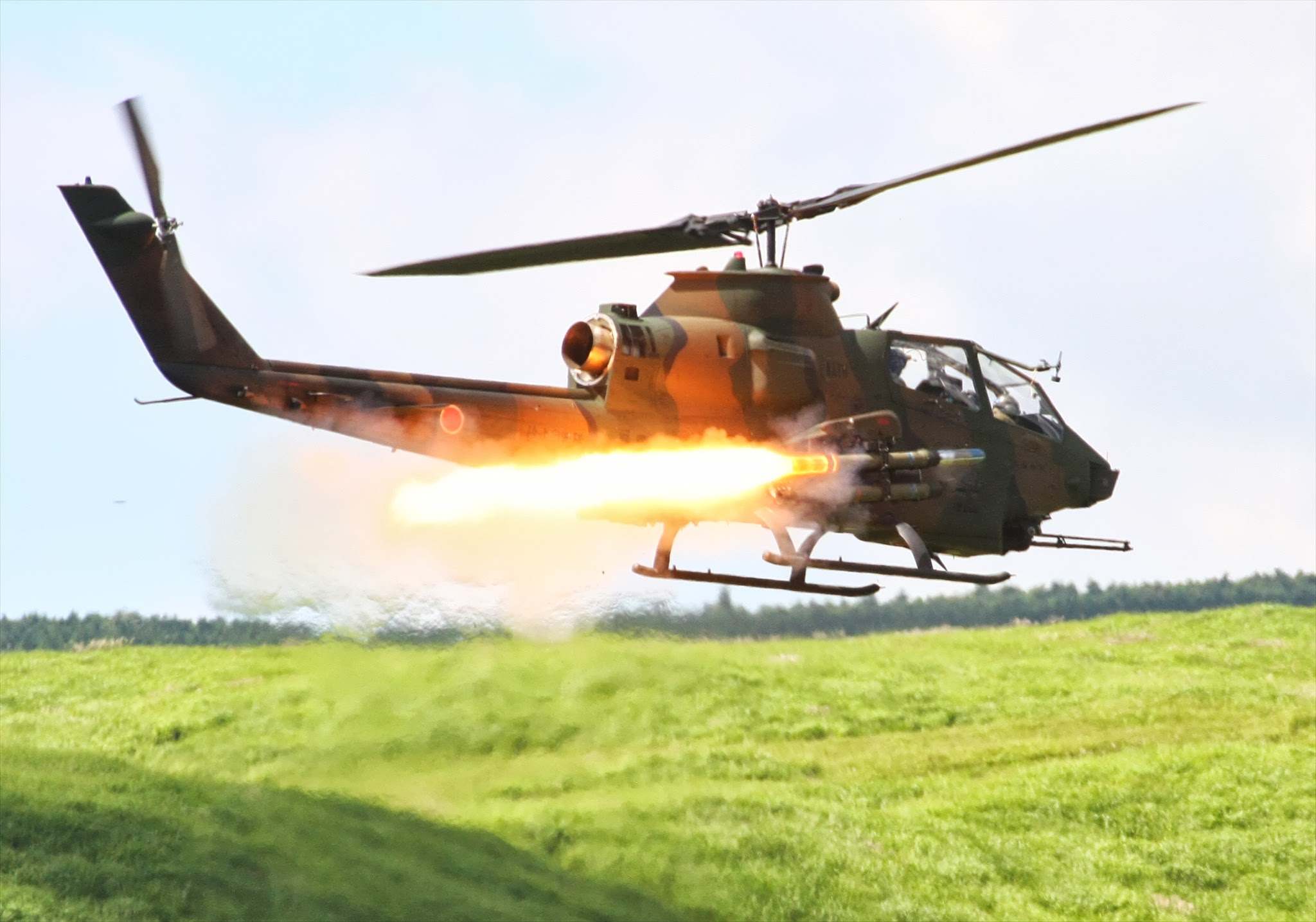
TOWを発射するAH-1S (陸上自衛隊)
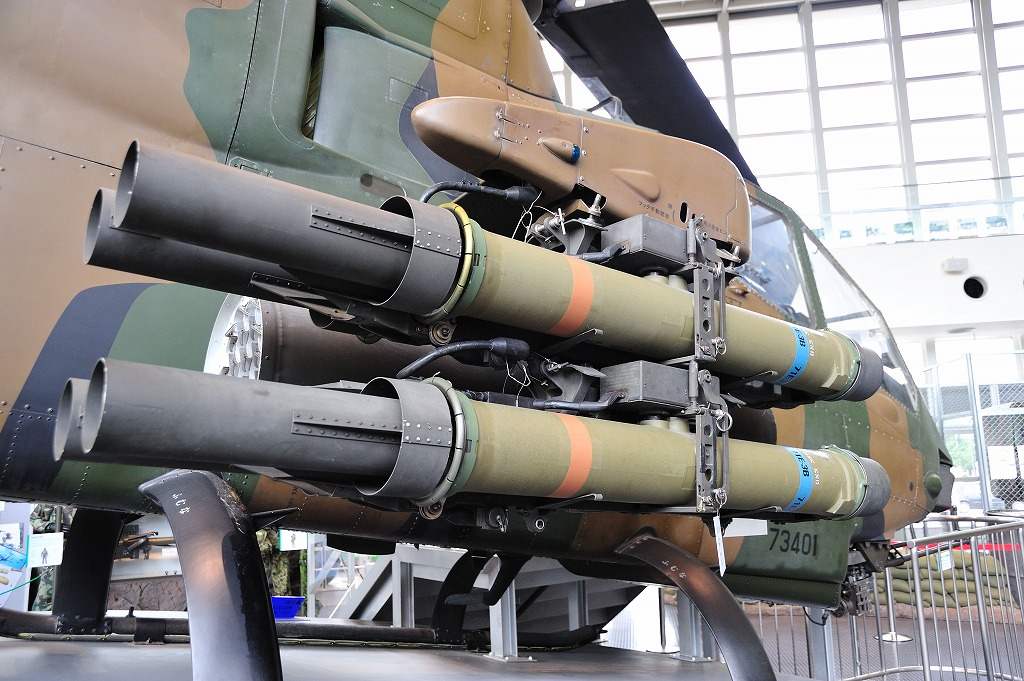
AH-1Sに搭載されたTOW発射機 (陸上自衛隊)
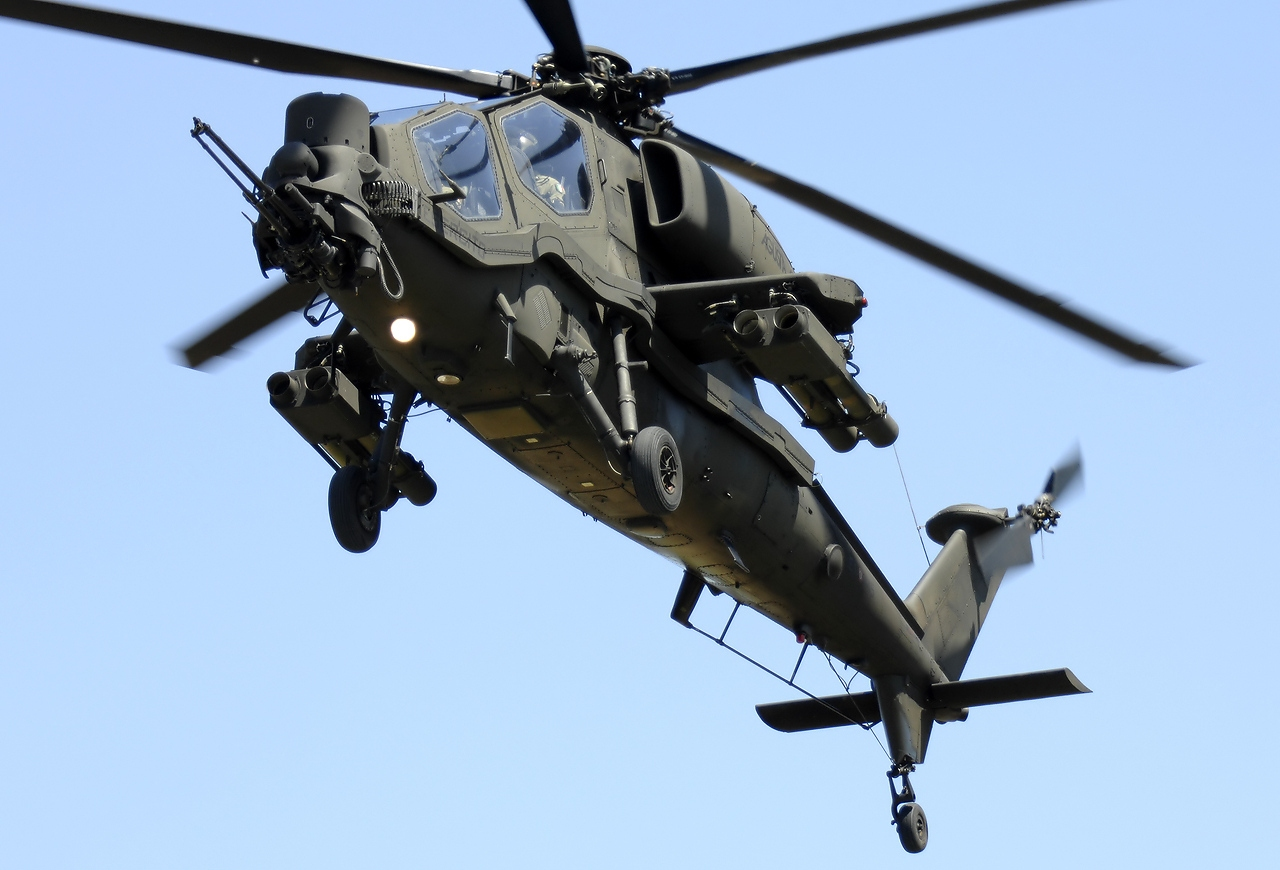
TOWを搭載したA129 マングスタ (イタリア陸軍)
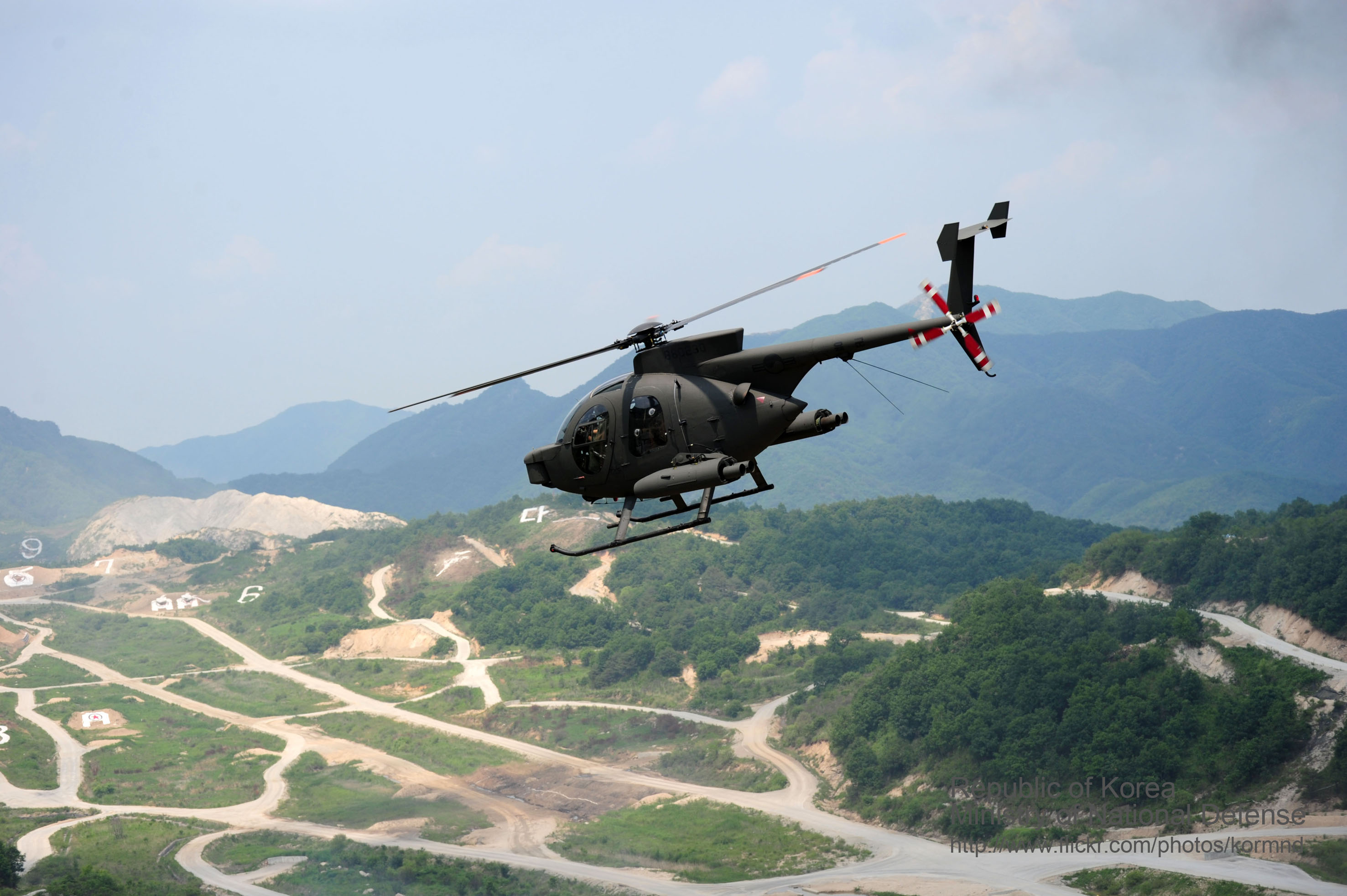
TOWを搭載したMD 500 (韓国陸軍)
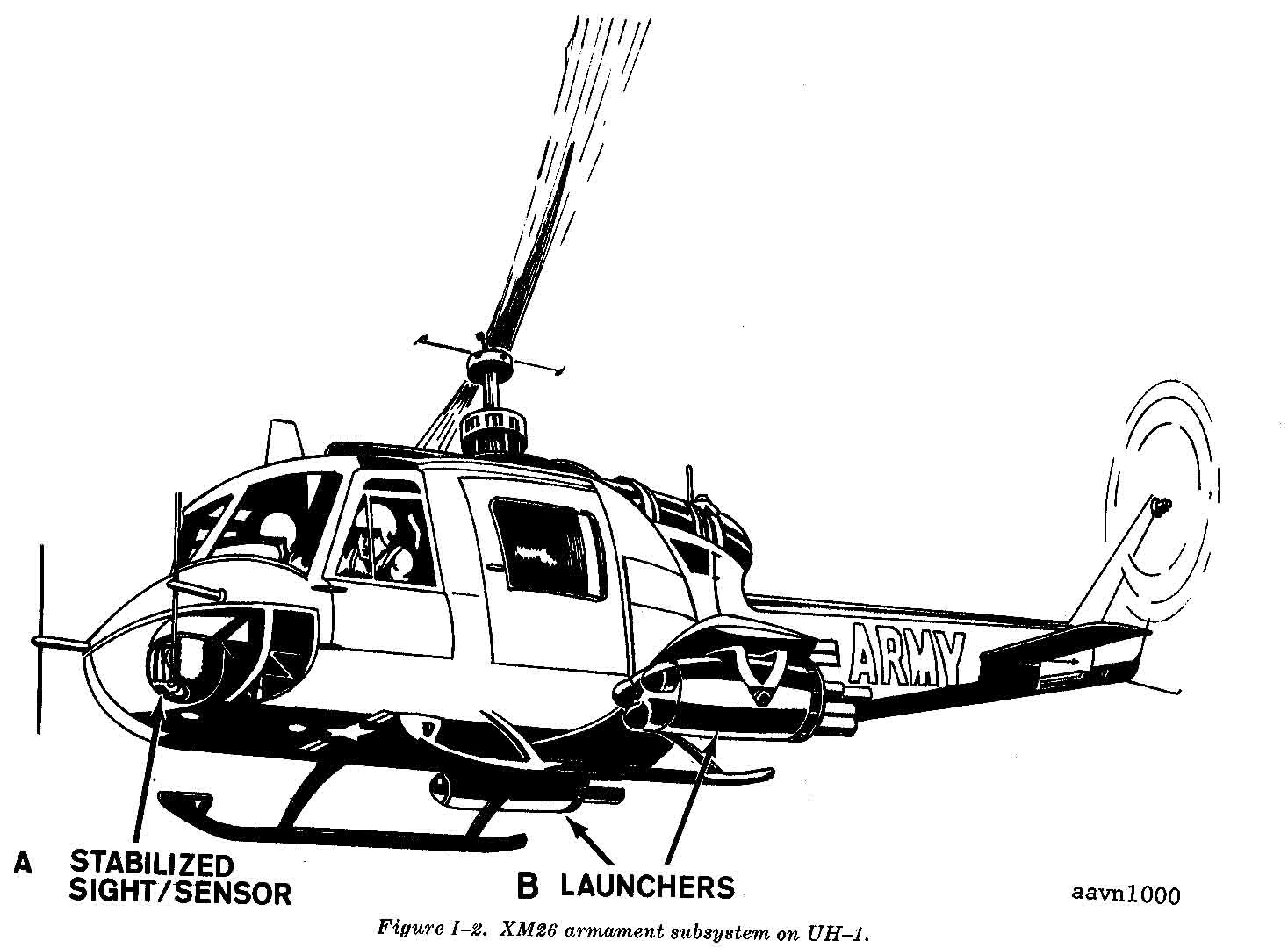
XM26発射機を搭載したUH-1 ヒューイのイラスト

### TOW ITAS
M41 TOW ITAS（Improved Target Acquisiton System、改良型目標捕捉システム）は、M220発射機とハンヴィー専用発射機の後継機である。ITASは現在、航空機に搭載されるか、アメリカ陸軍とアメリカ海兵隊およびその予備軍の歩兵用に運用されている。
ITASは、対戦車部隊の攻撃力向上に加えて、混成隊に不可欠な機能を与えている。TOW ITASを装備した対戦車部隊は、脅威度の高い目標を撃破できるのみならず、偵察・目標捕捉能力を有し、後方射界や市街地戦闘能力に優れる。

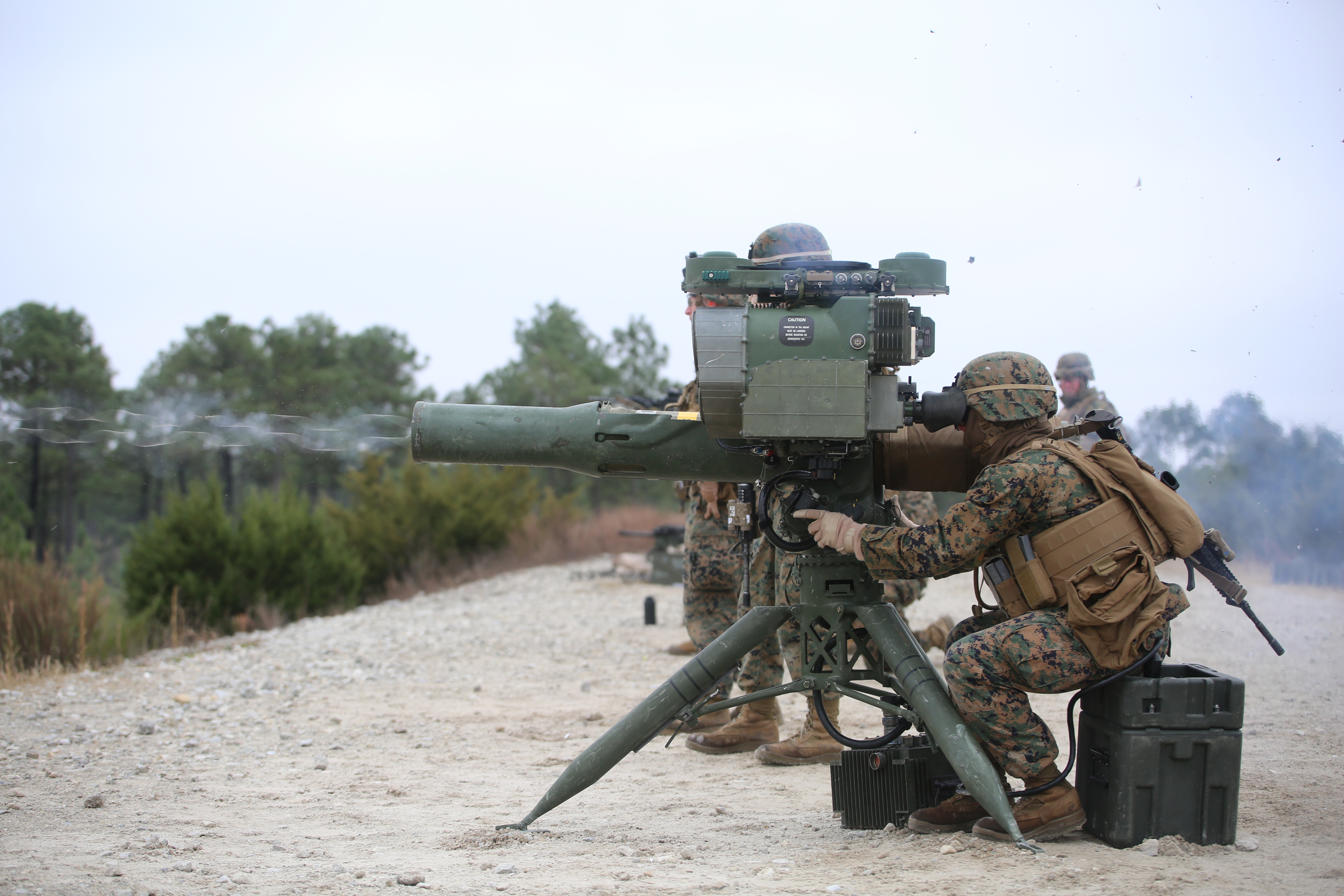
TOW ITASの射撃訓練を行うアメリカ海兵隊員
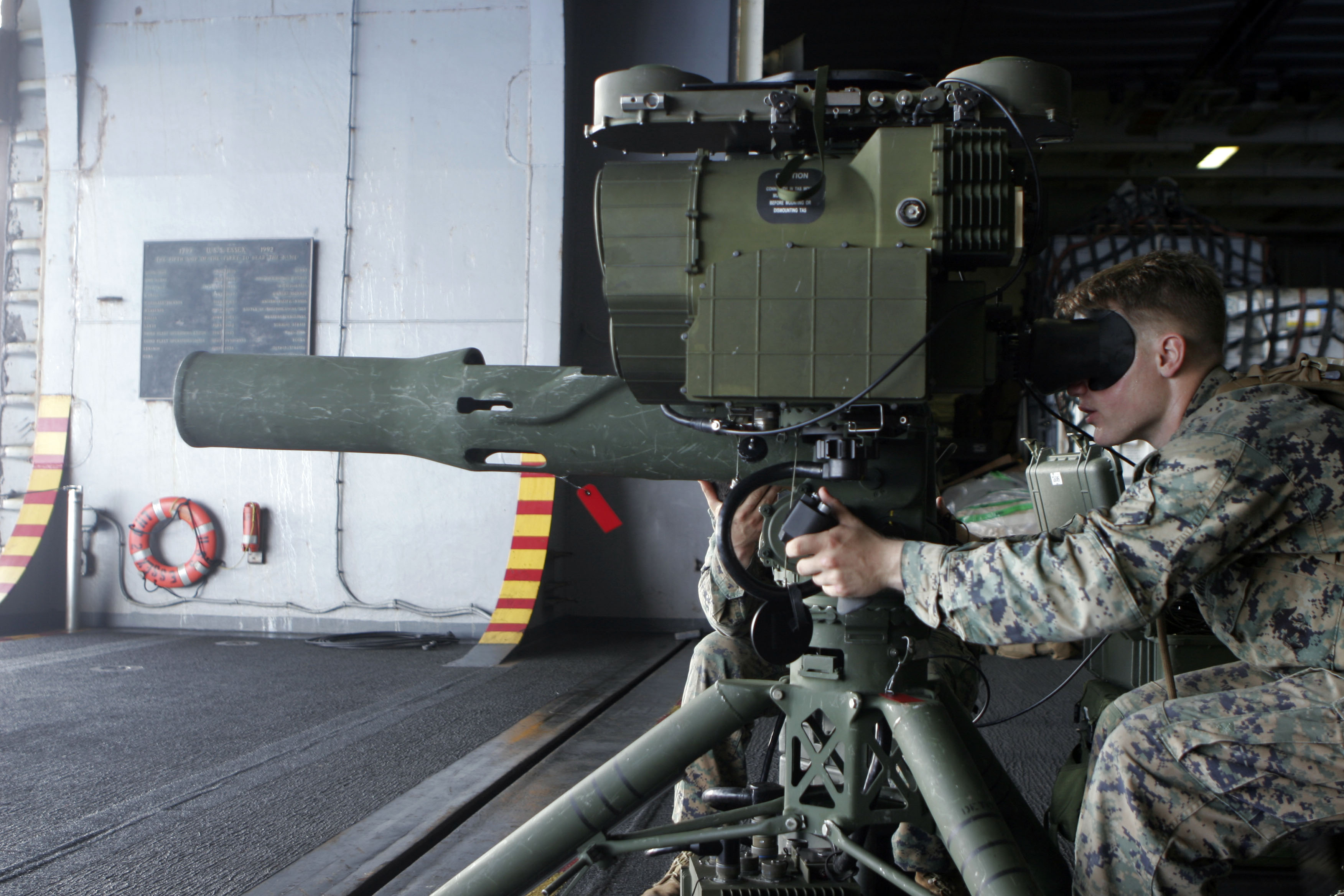
ITAS-FTL M41A4発射機の訓練を行う第31海兵遠征部隊の兵士
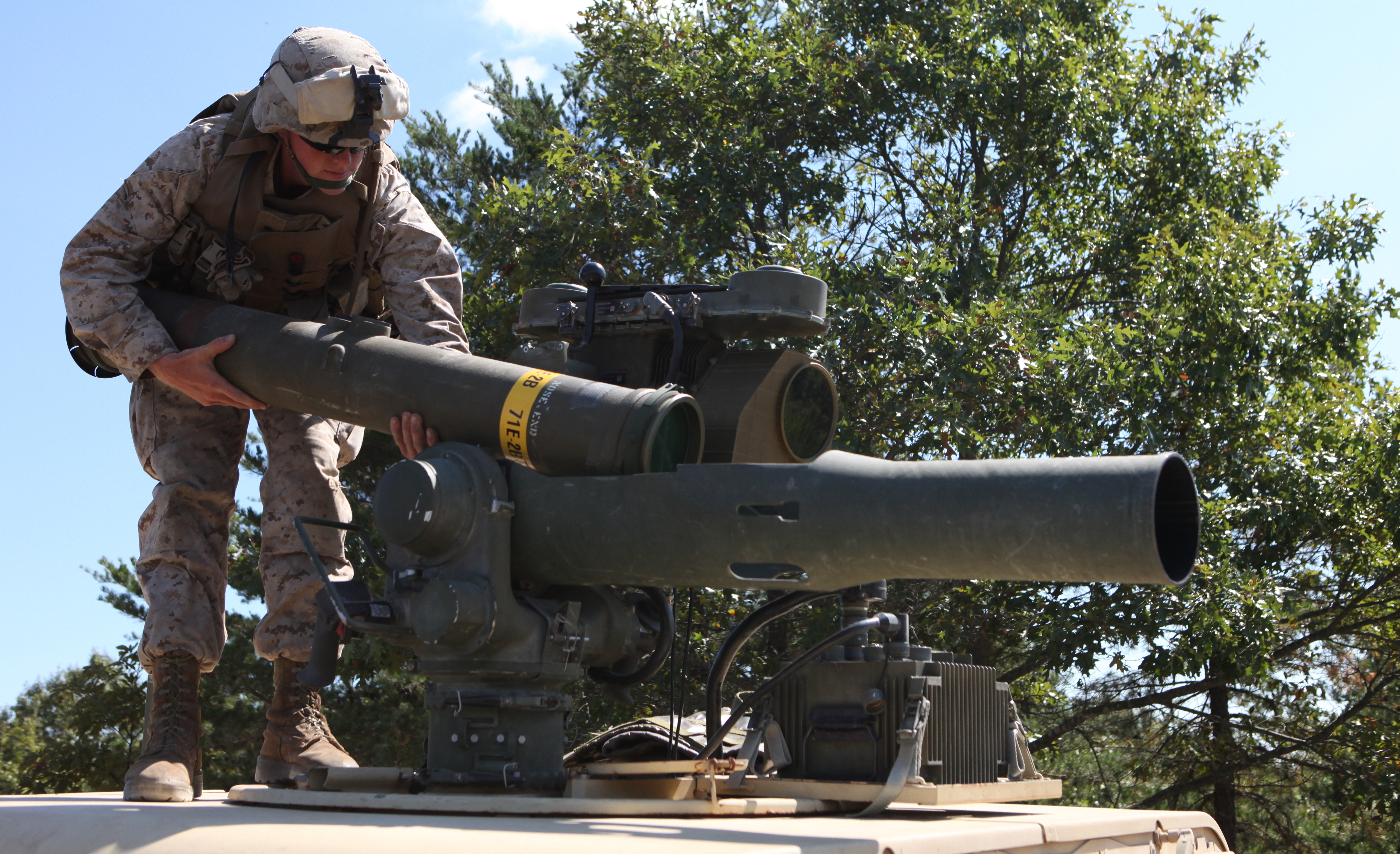
M41A1発射機にBGM-71E-2B弾を装填する海兵隊員
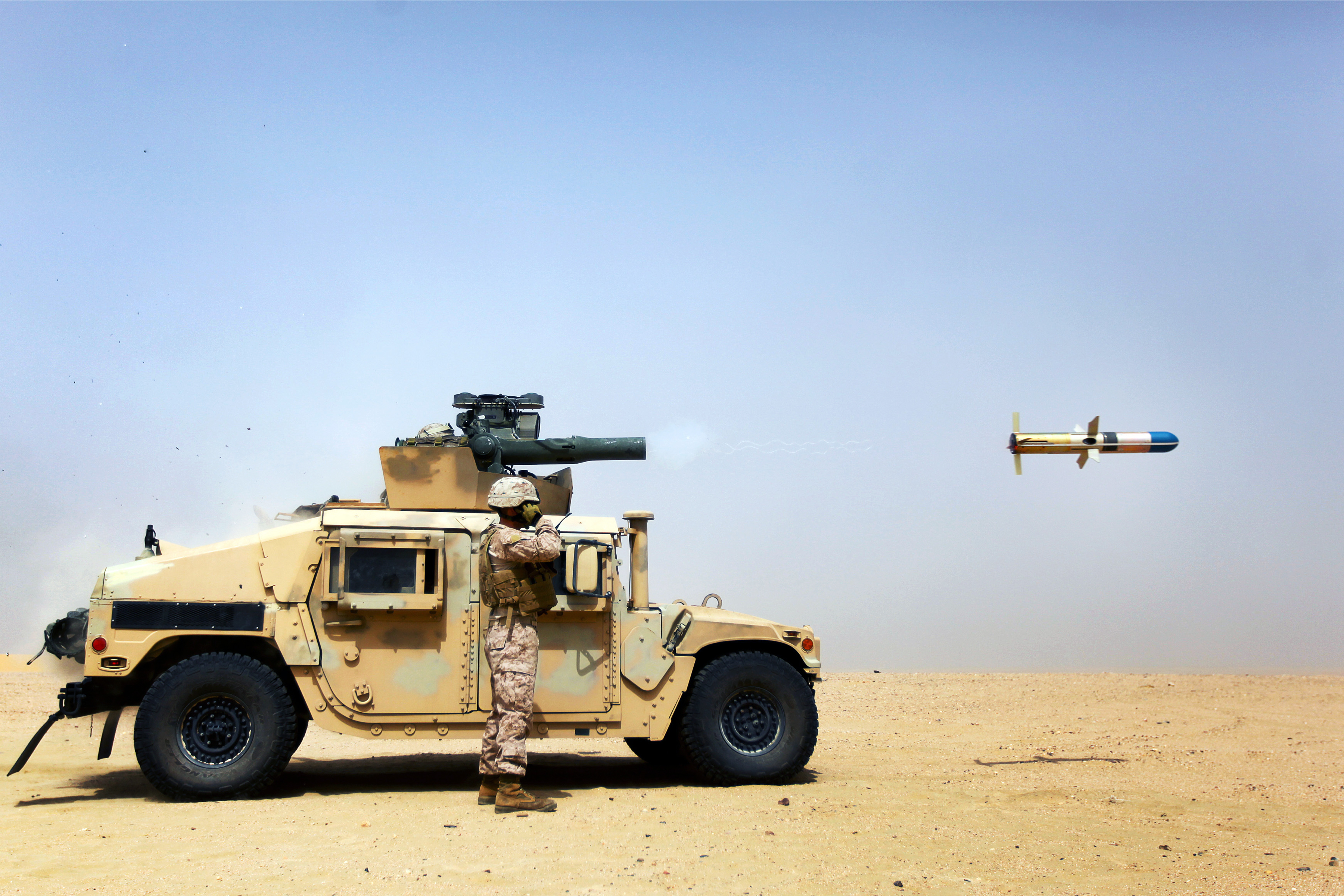
ハンヴィーに搭載したM41発射機から発射されるTOW 2B Aero

## 運用国
- アメリカ合衆国
- アルゼンチン
- カナダ
- コロンビア[6]
- チリ
- ブラジル
- ウクライナ
- アラブ首長国連邦
- イエメン
- イスラエル
- イラン
- オマーン[7]
- 韓国
- クウェート
- サウジアラビア
- タイ
- 中華民国（台湾）
- トルコ
- 日本
- パキスタン
- ベトナム
- ヨルダン
- レバノン[8]
- エジプト[9]
- エチオピア
- ケニア[10]（退役[11]）
- エスワティニ
- ソマリア
- チャド
- チュニジア
- ボツワナ
- モロッコ[12]
- ヒズボラ
- 自由シリア軍

## 登場作品

### 映画
『ゴジラシリーズ』
『ゴジラvsビオランテ』
若狭での「サンダ―ビーム作戦」にて、陸上自衛隊のAH-1Sに搭載されたものが、抗核エネルギーバクテリアの影響で動きの鈍ったゴジラに対して使用される。
『ゴジラ2000 ミレニアム』
東海村での対ゴジラ戦にて、陸上自衛隊のAH-1Sに搭載されたものが、ゴジラを作戦地域へ誘導するために使用される。
『シン・ゴジラ』
ゴジラの東京都内侵入を防ぐために行われたB-2号計画「タバ作戦」にて、木更津駐屯地所属のAH-1Sに搭載されたものが、立川駐屯地所属のAH-64Dのヘルファイアとともに、ゴジラに対して使用される。

『戦国自衛隊1549』
オープニングにて、極秘実験中の事故により戦国時代へタイムスリップした第三特別実験中隊所属のAH-1Sに搭載されたものが、タイムスリップ直後に襲撃してきた戦国武者たちに対して使用される。

### アニメ・漫画
『COMBAT BIBlE2』
漫画版第5章にて、M2A2 ブラッドレー歩兵戦闘車搭載型・歩兵運用型・AH-64 アパッチ搭載型が、T-62に対して使用される。
『最臭兵器』
陸上自衛隊のAH-1Sに搭載されたものが、毒ガス兵器と化しつつ東京へと向かう主人公に対して使用される。
『続・戦国自衛隊』
戦国時代へタイムスリップしたアメリカ海兵隊のM2/M3 ブラッドレー歩兵戦闘車・ハンヴィーに搭載されたものが、「関ヶ原の戦い」では西軍に味方する自衛隊に、「大坂の陣」では戦国武者たちに対して使用される。
『太陽の牙ダグラム』
21世紀から見れば約200年未来の話ではあるが、アニメ版第1話などに現行型と形状もほぼ同じ、有線誘導式TWO（トゥ）ミサイルが登場する。
『魔法少女特殊戦あすか』
ウクライナで活動していた米軍特殊魔法戦即応部隊（MORG）がハンヴィーに搭載されたものを使用。T-14戦車に向けて発射するが、T-14のアクティブ防護システムに迎撃されて命中せずに終わる。

### 小説
『Op.ローズダスト』
東部方面航空隊所属のAH-1Sに搭載されたものが、テログループ「ローズダスト」によって東京中に仕掛けられたT-Pexを無力化するために使用される。
『ゲート 自衛隊 彼の地にて、斯く戦えり』
小説・漫画・アニメ版にて、異世界へ派遣された陸上自衛隊のAH-1Sに搭載されたものが、イタリカ防衛線では城壁に集中する盗賊団に、炎龍討伐戦では新生龍2体に対して使用される。各作品で、発射後に延びるワイヤーも描写されている。
『中国完全包囲作戦』（文庫名：『中国軍壊滅大作戦』）
先端に対爆発反応装甲用の爆破プロープを取り付け、ホップアップ機能を有するという設定の「TOW3」が登場。アメリカ陸軍第1機甲師団所属のM2A3 ブラッドレーに搭載されており、紅軍所属の99式戦車を多数撃破する。
『日本国召喚』
陸上自衛隊のAH-1Sに搭載されたものが、グラ・バルカス帝国第4機甲師団の戦車への攻撃に使用される。ウェブ配信漫画版では、同じくAH-1Sに搭載されたものがロウリア王国軍のワイバーンに対する空対空攻撃に使用される。

### ゲーム
『ARMA 2』
SACLOS誘導方式が再現されており、目標に命中するまで照準を合わせ続ける必要がある。
『Wargame Red Dragon』
NATO陣営の各種装甲戦闘車両やヘリコプターに搭載されている武装としてTOW・ITOW・TOW 2が登場する。
『WARHAWK』
飛行機のみの装備アイテムであり、光学画像誘導と爆破タイミングを決めることが可能。
『WarRock』
様々なステージに配置されているほか、ハンヴィーにも搭載されている。
『エアロダンシング 4 New Generation』
AH-1S対戦車ヘリコプターに搭載されており、目標に命中するまで標的を画面内に保持し続けることで誘導方式を再現している。
『コール オブ デューティシリーズ』
『CoD:BO』
ジープ・ラングラーに搭載されたTOW 2B（ゲームの設定年代が1960年代なので本来は存在しない）を使い、北ベトナム軍のT-55を撃破するミッションがある。
『CoD:G』
M1エイブラムスに搭載されているのものを使用できる。

『バトルフィールドシリーズ』
『BF2』
三脚に据え付けられた固定型のほか、ハンヴィーやLAV-25に搭載された車載型が登場する。
『BFBC』
マルチプレイの一部マップに三脚に据え付けられた固定型が登場する。
『BFBC2』
TOW 2が三脚に据え付けられた固定型・ハンヴィーやM3A3 ブラッドレーに搭載された車載型・戦闘ヘリコプター搭載型として登場しており、固定型と車載型は誘導機能が再現されている。
また、中でも固定型はSACLOS誘導方式が再現されており、目標に命中するまで照準を合わせなければならないほか、曲がり角を曲がらせるとコードが切れ、ミサイルが暴走するところまで再現されている。
『BF3』
三脚に据え付けられた固定型のほか、LAV-25に搭載された車載型が登場する。『BFBC2』同様に誘導方式が再現されている。
『BF4』
歩兵用・歩兵戦闘車用・高速戦闘艇用・戦闘ヘリコプター用が登場。『BFBC2』同様に誘導方式が再現されている。
『BF2042』
主力戦車用として登場。アンロックすると主力戦車M1A5とT28のウェポンステーションにて使用可能になる。

『マーセナリーズ』
国連軍のM3歩兵戦闘車や韓国軍のM966 ハンヴィーなどに搭載されている。
『マーセナリーズ2 ワールド イン フレームス』
連合軍のハンヴィーとM2ブラッドレー歩兵戦闘車、ユニバーサル石油のテクニカルの武装として登場する。誘導方式が再現されており、目標に命中するまで照準を合わせ続ける必要がある。しかし、一定の時間がたつと操作不能になる。

『メタルギアソリッド4』
無人兵器月光に搭載されている。